# Lee Segel
Lee Segel   (Newton, 5 de febrer de 1932 - Rehobot, 31 de gener de 2005) va ser un matemàtic nascut als Estats Units.

## Vida i Obra
Segel es va graduar a la universitat Harvard el 1953 i va obtenir el doctorat en matemàtiques aplicades el 1959 al Massachusetts Institute of Technology amb una tesi sobre dinàmica de fluids. A continuació va ser professor de l'Institut Politècnic Rensselaer fins al 1973 quan es va traslladar a Israel per treballar a l'Institut Weizmann de Ciències fins a la seva mort el 2005.
Segel va ser un investigador de renom en l'àmbit de la modelització matemàtica aplicada integral. D'especial rellevància son els seus treballs en el camp de la biologia matemàtica. El 1970, juntament amb Evelyn Fox Keller, va publicar un treball modelitzant la quimiotaxi, amb un sistema d'equacions diferencials que rep el nom de model Keller-Segel.